# だるまさんがころんだ
だるまさんがころんだ（達磨さんが転んだ）は、鬼ごっこの変種のひとつであるこどもの遊び。もともと鬼が10拍数えるルールだったが、拍を数える代わりに10文字の文章を唱えることが行われ、関東などでは「だるまさんがころんだ」という文章が選ばれたので、（標準語としては）この遊びが「だるまさんがころんだ」と呼ばれるようになった。ただし10文字の文章は地域によりかなり異なっており、この遊びの呼び名も日本の各地域で異なっている。
『みんなのうた』（NHK）で放送された歌については#題材とした作品を参照。
なお「だるまさんがころんだ」など10文字の文章は、この遊びに限らず10拍数える代わりに使われることがある。

## 概説
鬼ごっこの変種のひとつで、鬼が「だるまさんがころんだ」という掛け声を唱えることからこの名前がついた。日本では一人を鬼、その他多数を普通の人に見立てて、鬼のほうは多数の人を監視し捕えることを目的とする。一方、多数のほうは鬼に動きは見られないように鬼に近づき、何か特定のアクションをとり鬼の力を決定的に削ぐのが目的である。他の鬼ごっこに似た遊びとは違い、基本的に鬼は自陣から動かない。唱える言葉は「だるまさんが転んだ」の他にも、地域によりさまざまなバリエーションがある（「10文字の文章」参照）。
ルール上、他の遊びと異なり「動くこと」でなく「動かないこと」を求められるゲームであり、座ったままあるいは寝たままでのゲーム参加も可能なので、介護の場や特別支援教育でも活用されることが多い。その場合は鬼へのタッチが困難になるため、「既定の回数生き残った者の勝ち」「誰が最後まで残れるか競う」等、独自のルールになる場合も多い。
近頃はこれより派生した「だるまさんの一日」という少し違う遊びがある。
世界的な広がり
実は、日本の《だるまさんがころんだ》に類似した子供の遊び、つまり『子供が「一対多」に分かれて、一人のほうは一定の間（ま）をとる間は見てはならず、多数のほうは見られていない間だけに行動でき一人に近づいてゆく』という子供の遊びは、日本だけでなく世界各地に古くからある。→#世界の類似の遊び
以下、日本のだるまさんがころんだについて解説する。

## 進め方
地域や場面、コミュニティにより様々なルールがあるため一概に言うことはできないが、概ね、ひとりの"鬼"、および多数の普通の人にわかれ、『鬼は「だるまさんが転んだ」など10文字の文章を言う間は参加者に背を向けるなどして、参加者の方を見てはいけない。10文字の文章を唱え終えたら振り返って参加者の動向を見てよい』『鬼が見ている間に動いた者は鬼に捕まる』『参加者は鬼が見ていない間だけ行動を許される』『生き残った参加者が鬼に何らかのアクションを取ったところで捕まっていた者は全員解放され、１回の遊びが終了する』の4点を基本とすることが多い。
この遊びで各人が目指すこと（各人の目的）は、鬼にとっては参加者らが動いているところを発見して参加者全員を捕えることであり、一方、鬼以外の参加者が目指すことは、「鬼が見ていない間」に行動し、鬼の背にタッチするなどの決定的なアクションをとることである。
次に、時間順に具体的な進め方を説明する。
1. 遊びを始める前に鬼の自陣を決める。普通、樹木・電柱・ブロック塀など地面に立つ柱や壁のようなものを使うが、グラウンドの真ん中などでも行うことはできる。鬼以外の参加者は、この自陣からある程度以上離れた場所で遊びを始める。
ゲーム開始時に鬼以外の参加者が「はじめの一歩」または「はじめの第一歩」と叫び、スタートラインから一歩だけ前に出てよい場合もある。
2. 鬼は自陣の方に向かい、参加者に背を向けた状態で「だるまさんがころんだ」など決められた10文字の文章を大きな声で唱える。当然、鬼は他の参加者の行動を見ることはできないが、唱え終わるまで振り返って周囲を見渡してはならない。
唱える速度や調子を変えてタイミングをずらすことは一般に駆け引きや遊戯の一環として許容される傾向にあるが、反則とする場合もある。
3. 鬼以外の参加者は鬼が背を向けて10文字の文章を唱えている間だけ行動でき、鬼に向かって近づく。
4. 10文字文章を言い終わった鬼は振り返って参加者の動向を確認する。この間、他の参加者は身動きをとってはならない。
5. 鬼は動いている者を見つけたらその者の名を呼び、捕虜として自陣に呼び寄せる。捕虜となった者は鬼の陣内に移動[注 2]する。『動いた』という判断基準に関して厳格なものはなく、グループ内での取り決めによるところが大きい。
特に鬼が『だるまさんが転んだ』と唱える速度やタイミングをずらすことが許容されている場合は、静止するために制動をかけている状態や何らかの理由で空中にいて着地のために動かざるを得ないとき、その他やむを得ず最低限の動きをしていると判断できるときなど、明確に止まろうとする意思を見せていれば動いていても対象から除外する傾向にある。ただし『一度制動をかけたがバランスを崩して動いてしまう』など新たな動きを取った場合や、行動の結果必要以上に鬼へ接近した場合はやむを得ずとも対象に含める場合が多い。
逆にタイミングや速度のずらしが認められていない場合は言い終わるタイミングを考慮するべきとして上記のような例も許されない場合が多い。
捕虜は、他の者が鬼に捕まらずに鬼にタッチする（触れる）まで、逃げることはできない。
6. 2～5をゲームが終了するまで繰り返す
7. 他の参加者すべてが捕虜となった場合は鬼の勝ちとなる。多くの場合最初に捕虜となったものが次の鬼となり、最初の状態から遊びを再開する。
逆に、参加者のうちの誰かが鬼にタッチした場合は、捕虜を含めた鬼以外の参加者は鬼の自陣から逃げる行動をとる。
また、ローカルルールとして、鬼に触れるのではなく、鬼と捕虜をつないでいる手を「切る」という動作とする場合がある。切る動作を行ったものは行動と同時に「切った」と宣言する。鬼と捕虜との間だけではなく、捕虜同士の部分でも「切る」ことが許される場合があり、その際、鬼より遠いほうの捕虜グループだけが逃げることができる。

## 次のゲームへの準備
多くの鬼遊びでは次の鬼を決める場合、「最初に鬼に捕まった者」「再びじゃんけんで決め直す」「希望者を募る」など単純な手順で選定される傾向にあるが、「だるまさんが転んだ」においては1ゲームが比較的短く終わるため、次の鬼を決める手順もゲーム化されている場合が多い。以下に実例を示す。
1. 鬼は「ストップ」「止まれ」など叫ぶことによって、逃げる者の行動を止められる。
2. 捕虜などの行動を止めた後、鬼は指定された歩数や秒数、または自分が履いている靴を蹴り飛ばした距離など、限られた範囲内で逃げた参加者を捕まえる行動をとれる。[注 5]
3. 前項の行動により次のゲームの状況が変化するが、この点についてルールにより大きく分ければ2つのパターンが存在するため、以下に分割して示す。

- 1回1回のゲームが分離しており、毎回鬼を決め直す場合は、鬼がタッチする参加者は一人であることが多い。この場合、許された行動範囲内でタッチできる者であればだれでも良いとする場合と、指定された歩数・秒数を消化しきる[注 6]までタッチが許されず、行動を終えた段階で手の届く範囲内の参加者をタッチする[注 7]とされている場合がある。
- 鬼が全ての参加者に触れることができると鬼の勝ちと見做されて鬼役が交代する場合は、鬼は行動が許される範囲において次々と参加者をタッチしていく。これにより無事全ての参加者を捕まえた場合は、最初に触れられた者が次の鬼となる場合が多い。逆に全ての参加者にタッチすることができなかった場合は鬼を交代せずに次のゲームを始める。この際、捕まった者はゲーム開始と同時に解放される場合、ある程度のハンデを持たされる場合、そもそも最初から捕虜となる場合がある。

## だるまさんの一日
上記のように、派生した遊びである「だるまさんの一日」と呼ばれるゲームも存在する。
基本的なルールとしては当該グループで行われる「だるまさんが転んだ」に準じて行われることが多いが、掛け声が『だるまさんが○○（「ご飯を食べた」、「寝た」等何らかの行動が入る）』となり、参加者側は通常と異なり停止ではなく『○○』に入る行動の演技を要求される。
従って、指示にもよるが必ずしも静止する必要はなく、あくまで演技であるため意に反した行動をとる必要はない。
こうした違いがあるため、鬼は『動いた者』ではなく『指示した行動の演技に見えない者』を捕まえていくことになるが判断基準として難しく、どちらかと言えば如何に上手く（あるいは面白く）演技をするか、もしくは鬼が如何に意表を突いた指示を出すかという遊びになることが多い。

## 禁則
遊びを円滑に進めるため、いくつかの禁則を設ける場合がある。これらの禁則はそのコミュニティの性質などによってローカルルールとして設けられるものがほとんどである。これらの禁則を破ったものは通常、鬼と交代させられたり（鬼以外）、最初からやり直し（鬼）となる。指名や数の指定に関する場合は他の参加者に再考を促されるか、指定権が他者に移譲されることも多いが、場合によっては口論の原因となることがある。
- 禁則の例
  - 鬼以外の参加者は、鬼の自陣から見えない障害物に隠れてはならない。
  - 鬼は、掛け声を唱えるときに、周辺の鏡やガラス窓の反射を利用して様子をうかがってはならない。
  - 鬼以外の参加者は、鬼が掛け声を唱えるときに鬼から離れる方向へ移動してはならない。
  - 鬼は、まばたき・呼吸などの不随意な動作をもって「動いている者」と認定してはならない。
  - 鬼以外の参加者は、事前に決めた範囲外へ逃げてはならない。
  - 鬼に触れた者が鬼の進む歩数や秒数を決められるルールでは、「小股一歩」や「0.1秒」、離れているのに中股五歩など、確実に逃亡者の誰にもタッチできない数を指定するのは反則に当たる。

ただし、鬼が上級生や教師だった場合はその運動能力に期待して明らかに無理がある指定でもそのままカウントが始まる場合もある。本人に意思確認を取る場合もあるが、このような状況の場合は鬼が参加者の挑戦を受ける傾向にある。
  - 鬼が「ストップ」「止まれ」と言った位置から動いてはいけない。
  - だるまさんの一日において、演技をしながら鬼の方向へ進んではいけない。似たルールとして『現在位置から動かずに演技をすること』とされている場合も多い。

## 10文字の文章のバリエーション
もともとは10拍を「いち、にい、さん、し...」と数えていたが、面倒だから10文字の言葉に置き換えた、あるいは特に幼い子供には難しいので幼い子でも参加しやすいように10文字の文章を言うようになった、と考えられている。
地方や年代によって、10文字の文章は異なっている（なお「だるまさんがころんだ」を、後になって地域ごとに勝手に置き換えたというよりも、古くから地域ごとに10文字文章は異なっていた、と理解したほうがよい）。したがって元々、地域ごとにこの遊びの呼び名も異なっている。
- 「坊さん（ぼうさん、ぼんさん）が屁をこいた」（近畿地方）
- 「練兵場の兵隊さん[注 9]」（大阪市中央区、法円坂、森ノ宮一帯）
- 「インディアンのふんどし」（関東地方）
- 「インディアンのくろんぼ」
- 「兵隊さんが通る(った）」
- 「くるまん（の）とんてんかん」（宮城県）
- 「乃木さんは偉い人」
- 「インド人の黒ん坊」（九州中国四国地方・石川県）
- 「インドのくろんぼじん」（香川県）
- 「寿がきやのやきうどん」
- 「ひみなこと（5文字と短いためか、唱える回数が決まっていない）」（和歌山県）
- 「お母さんの貼箱」(新潟県三条市一部地域)
- 「羊たちの沈黙」[どこ?]
- 「かえるのかんぴんたん」（三重県）

## 題材とした作品

### 音楽
- 「だるまさんがころんだ」（作詞・作曲 山本正之、編曲 小山田暁、歌 斎藤こず恵）

『みんなのうた』（NHK）で1978年8月 - 9月に放送。題名の「だるまさんがころんだ」を含めてきっちり10文字（小文字は数えない）で収まる言葉を10個あげ、それで100まで数えたことにしているが、「アビニオンの坊さん」など難解なものも含まれていた。
映像内の一枚絵は矢口高雄、アニメーションは南家こうじが作成した。南家は本作が『みんなのうた』初登板で、現在に至るまで多数のアニメを製作、その一方で矢口の『みんなのうた』担当は最初で最後。
『おはよう!こどもショー』（日本テレビ系列）内でも放送されたことがある。
再放送は1年後の1979年8月 - 9月だけだったが、「みんなのうた発掘プロジェクト」で映像が寄せられ、2012年3月28日深夜の『みんなのうた発掘スペシャル』（VOL4）で33年振りに再放送、その後2013年8月 - 9月には定時番組でも再放送、また2020年10月9日と同年11月6日には『みんなのうたリクエスト』でも再放送された。
発表当時、斎藤の歌はフィリップスからシングルレコードとして発売。キャニオンレコードからは、前田友美によるカバー版が発売された（1978年11月発売『NHKテレビ みんなのうたより ゴールデン・ベスト20（第2集）』G15G-0002が初出）。日本コロムビアからは、大和田りつこによるカバー版が発売された。
- 「だるまさんがころんだ」作曲：山口恭子（オーケストラ作品、オーケストラ・アンサンブル金沢委嘱初演）

### 漫画
- 「神さまの言うとおり」作中に「だるまさんがころんだ」を題材としたデスゲームが登場する。
- 「放課後さいころ倶楽部」作中に「だるまさんがころんだ」を題材としたボードゲームが登場する。

### テレビドラマ
- 「イカゲーム」作中に「だるまさんがころんだ」（原語版では「むくげの花が咲きました」）を題材としたデスゲームが登場する。

## 世界の類似の遊び
日本の《だるまさんがころんだ》に類似した子供の遊び、つまり『子供が「一対多」に分かれて、一人のほうは一定の間（ま）をとる間は見てはならず、多数のほうは見られていない間だけに行動でき一人に近づいてゆく』という子供の遊びは、日本だけでなく世界各地に古くからある。
ルールが日本のものにかなり近い国と、それなりに異なる国がある。世界的には『多数のほうは、動いているのを見られたら、スタートラインまで戻らなければならない』というルールのほうが一般的。英語圏ではレッドライト・グリーンライト（red light, green light）つまり「赤信号・青信号」と呼ばれている。
日本では一人のほうを "鬼" に見立てるが、他の国では「見立て」が異なり、アメリカなどではこの遊びを「statues 彫像」などと呼ぶことがあり、つまり多数のほうが静止した状態を彫像に見立てており、イギリスでは「Fairy Footsteps （妖精の歩み）」などと呼ぶ（つまりイギリスでは、近づく多数のほうを"妖精"に見立てている）。ドイツではOchs am Bergと呼び、「うさぎが野をよこぎる」などと唱え、多数のほうをうさぎに見立てている。

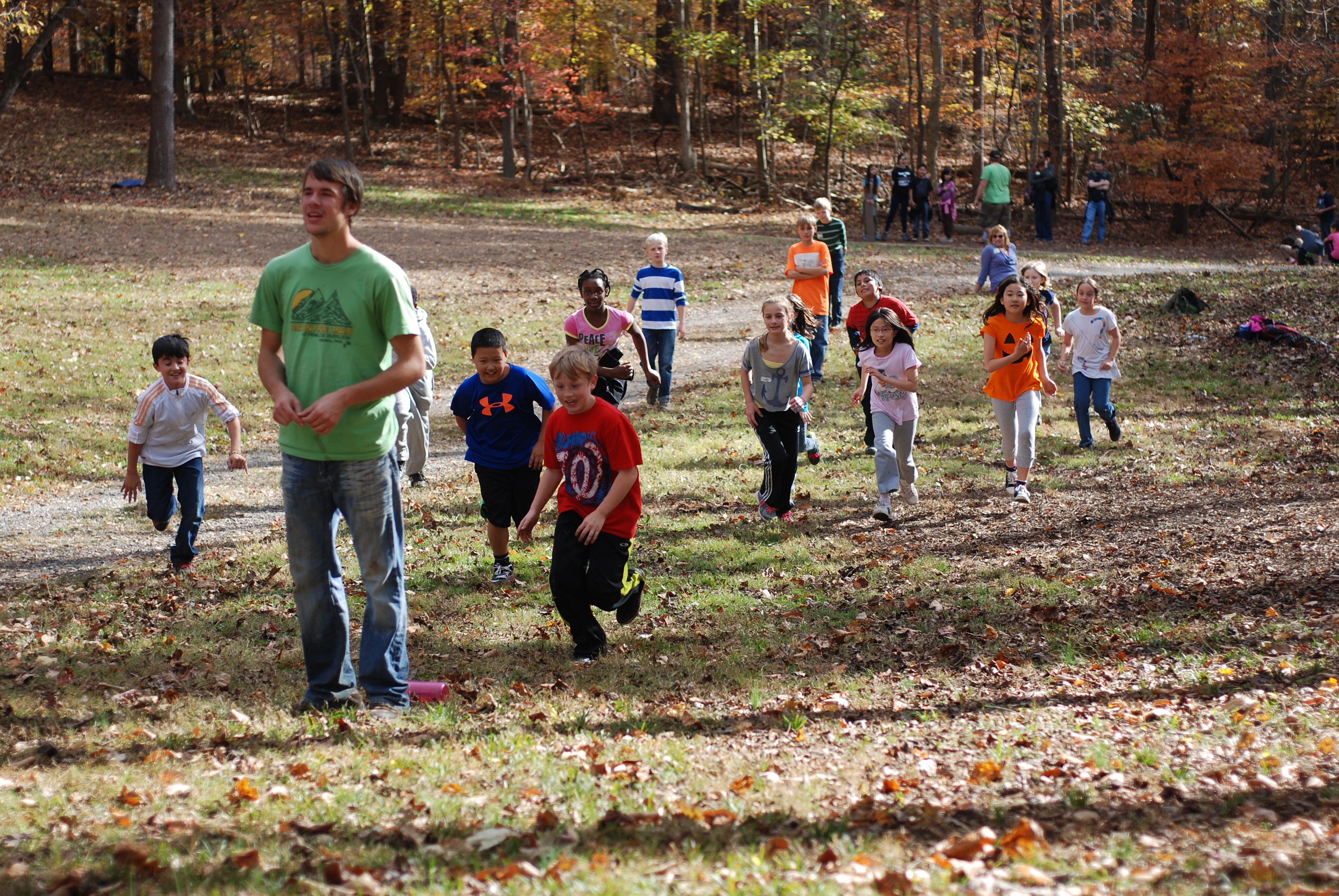
Red light, Green light。多数は、一人が背を向け見ていない間に近づく。
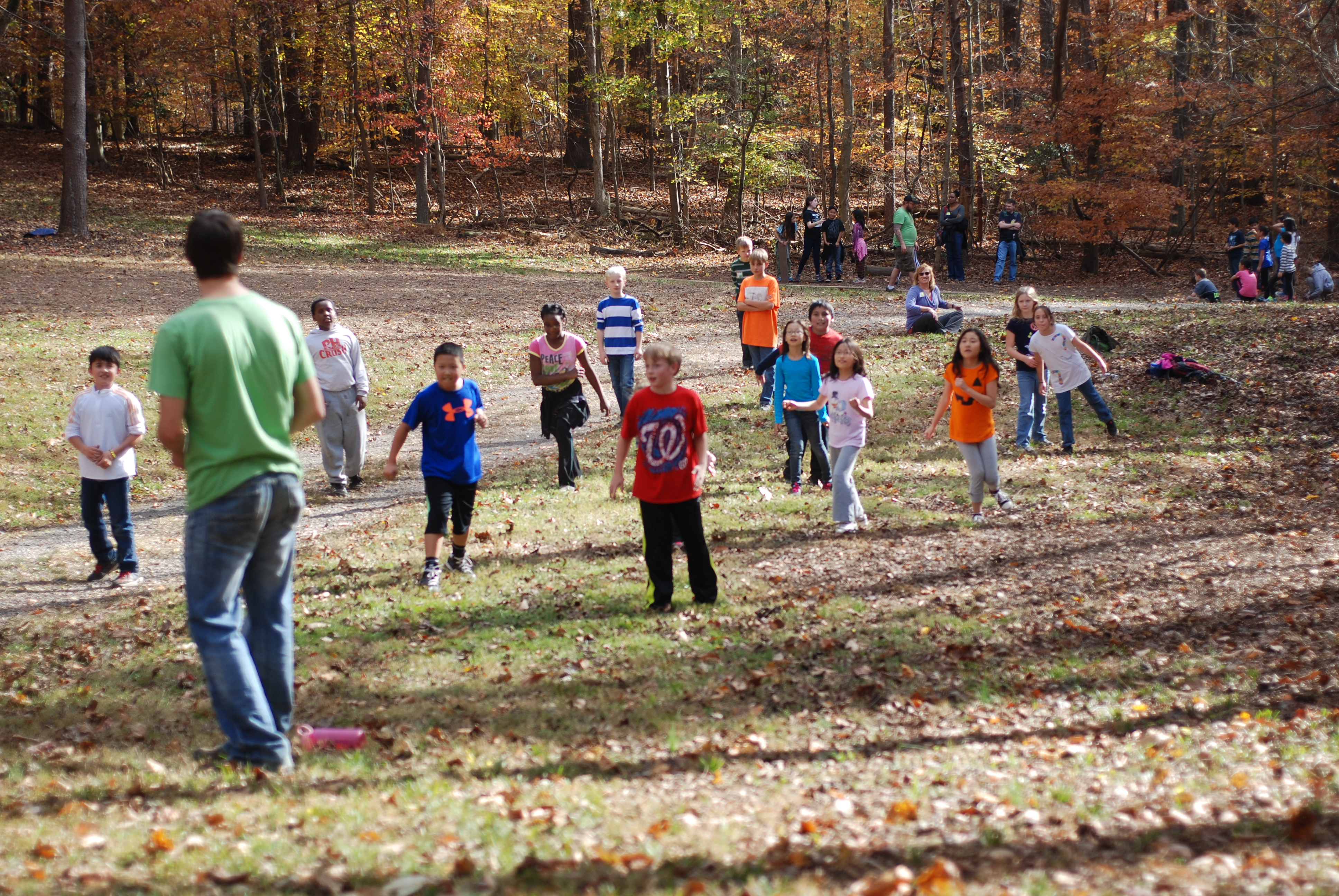
一人のほうが振り返り見たら、多数のほうは動けない。

### 英語圏
英語圏の類似の遊びに、レッドライト・グリーンライト（Red light, green light）がある。遊び方にはいろいろな変種があるが、基本的には参加者は鬼から離れたところからスタートし、最初に鬼に触った人が勝ちとなる。ただし動くことができるのは鬼が後ろを向いて「グリーンライト」（青信号）と言ったときだけで、鬼はいつでも突然振り返って「レッドライト」（赤信号）と叫ぶことができ、このときただちに静止しないと、その参加者は失格になる。
「ある言葉を言っている間だけ動いて良いというルールで、そっと鬼に近付いていく」という点で、日本のだるまさんがころんだによく似ている。一方、顕著な違いとして、日本のだるまさんがころんだでは鬼にならないことが参加者の目的であり、参加者らは鬼でない「みんな」の中にとどまろうとし、敗者が次の鬼となるのに対し、レッドライト・グリーンライトでは鬼になることが参加者の目的であり、参加者は「みんな」と違う特権的な信号灯役になろうとし、勝者が次の鬼となる。

### 各国での掛け声

#### アルゼンチン
「１、２、３、タバコ 43」（Uno, dos, tres, cigarrillo cuarenta y tres）

#### オーストラリア
「ホットチョコレート」（Hot Chocolate）

#### オーストリア
「雷、天気、稲妻！」（Donner, Wetter, Blitz!" (tr. "Thunder, weather, lightning!）
「部屋、台所、キャビネット、オーブンの後ろにベッドがあります！」（Zimmer, Küche, Kabinett, hinterm Ofen steht ein Bett!）

#### バングラデシュ
「彫像！」（Statue!）
「L-O-N-Dロンドン、鐘が鳴るタンタン、1、2、3！」（এলন্ডি লন্ডন, ঘড়ি বাজে টনটন, এক, দুই, তিন!）

#### ベルギー
「１、２、３、ピアノ！」（Eén, twee, drie, piano!）…オランダ語、フランス語
「１、２、３、ピアノ！」（Un, deux, trois, piano!）…フランス語

#### ブラジル
「小さなフライドポテト、1つ、2つ、3つ！」（Batatinha frita, um, dois, três!）

#### ブルガリア
「くまのプーさん！」 (Мечо Пух）
「ネイティブ・アメリカンの目」（Индианско Око）

#### カナダ
「行け、行け、止まれ！」…（Go, go, stop!）ブリティッシュコロンビア
「１、２、３、太陽！」…（Un, deux trois, soleil）ケベック州
「青、白、赤！」…（Bleu, blanc, rouge!）ケベック州
「１、２、３、彫像！」…（Un, deux trois, statue!）ケベック州

#### チリ
「１、２、３、それはミイラ！」（Un, dos, tres, momia es）

#### コスタリカ
「１、２、３、止まれ小さなチーズ」（Un, dos, tres, quesito stop）

#### クロアチア
「黒い女王、１、２、３」（Crna kraljica, jedan, dva, tri）

#### チェコ
「砂糖、コーヒー、レモネード……紅茶、ラム酒、バン！」（Cukr, káva, limonáda... čaj, rum, bum!）

#### デンマーク
「赤、黄、緑、止まれ！」（rød gul grøn stop）

#### エストニア
「ニシン、ニシン、１、２、３！」（Heeringas, heeringas, üks, kaks, kolm）

#### フィンランド
「鏡！」（Peili）

#### フランス
「1、2、3、太陽」（Un, deux, trois, soleil）

#### ドイツ
「１、２、３、山の牛」（Eins, zwei, drei, Ochs am Berg）

#### ギリシャ
「動かない、話さない、笑わない像...昼か、夜か？」（Αγαλματάκια ακούνητα, αμίλητα, αγέλαστα... Μέρα ή νύχτα）

#### アイスランド
「１、２、３、４、５、ディマリム」（Einn, tveir, þrír, fjórir, fimm, dimmalimm）

#### インド
「彫像！」（Statue!）
「りんご、りんご、バナナ！」（Apple, Apple, Banana）

#### インドネシア
「彫像！」（Patung）

#### イスラエル
「1、2、3、塩魚！」（דג מלוח）

#### イタリア
「１、２、３、星！」（Un, due, tre, stella!）

#### マレーシア
「虎のおじいちゃん、いま何時？」（Pukul Berapa Datuk Harimau?）

#### メキシコ
「１、２、３、南瓜！」（Un, dos, tres, calabaza）

#### ネパール
「L-O-N-D-O-N ロンドン、S-T-O-P 止まれ！」（L-O-N-D-O-N London, S-T-O-P Stop!!）

#### オランダ
「アンネマリア、コケコッコ！」（Annemaria Koekoek!）

#### ニュージーランド
「こっそりおばあちゃん！」（Sneak up Granny）

#### ノルウェー
「１、２、３、赤信号！」（En, to, tre, Rødt lys!）

#### パキスタン
「P-O-L-O S-T-O-P止まれ、ポロ止まれ！」（P-O-L-O S-T-O-P stop, Polo Stop!）
「L-O-N-D-O-N、ロンドン止まれ！」（L-O-N-D-O-N London Stop!）

#### パナマ
「１、２、３、グリルチーズ！」（Un, dos, tres, pan con queso!）

#### フィリピン
「ペプシ、セブンアップ！」（Pepsi 7-Up）

#### ポーランド
「１、２、３、バーバ・ヤーガが見てる！」（Raz, dwa, trzy, Baba Jaga patrzy!）

#### ポルトガル
「１、２、３、中国の小さな猿！」（Um, dois, três, macaquinho do chinês!）

#### ルーマニア
「１、２、３、壁の前に佇む！」（Unu, doi, trei, la perete stai）

#### ロシア
「海には波がある、ひとつ！」（Море волнуется — раз!）
「灯りを灯す…静かに行くほど遠くへ！」（Тише едешь — дальше будешь!）

#### セルビア
「ずるい狐、止まれ！」（Лукава лисица, СТОП!）

#### シンガポール
「ア、エ、イ、オ、ウ」（A, E, I, O, U）

#### スロヴェニア
「お母さん、いま何時？」（Mati, koliko je ura?）

#### スペイン
「1、2、3、イギリスのチョコレート」（Un, dos, tres, chocolate inglés）。
「１、２、３、壁にさわる」（Uno, dos, tres, toca la pared）
「１、２、３、英語のかくれんぼ」（Un, dos, tres, el escondite inglés）
「１、２、３、リトルイングリッシュチキン！」（Un, dos, tres, pollito inglés!）
「壁を叩く」（Pica paret）…カタルーニャ
「１、２、３、壁を叩く！」（Un, dos, tres, pica paret）…カタルーニャ

#### スウェーデン
「１、２、３、チーズ！」（Ett, Två, Tre, Ost!）
「１、２、３、赤信号！」（Ett, Två, Tre, Rött Ljus!）

#### スイス
「新聞を読む！」（Ziitig läse" (tr. "Reading the Newspaper）…ドイツ側の地域
「１、２、３、星！」（Un, due, tre, stella!" (tr. "One, two, three, star!）…イタリア側の地域

#### タイ
「ア、エ、イ、オ、ウ」（A, E, I, O, U）

#### トルコ
「ダヴル、ズルナ、１、２、３」（Davul, Zurna, Bir, İki, Üç）

#### ベネズエラ
「１、２、３、リトルイングリッシュチキン！」（Un, dos, tres, pollito inglés!)

#### ベトナム
「赤ちゃん学ぶよ歩きかた！」（Em bé tập đi）
「木馬！」（Ngựa Gỗ）
「１、２、３」（Một, Hai, Ba）
「虎が帰ってきたよ、私たちの村に」（Hổ đã quay lại làng）

#### 英国
「ホットチョコレート」（Hot chocolate）
「おばあちゃんの足跡」（Granny's Footsteps）

#### 台湾
「１、２、３、木偶！」（一, 二, 三, 木頭人）

#### 中国
「紅い灯り、緑の灯り、白い小さな灯り！（红灯绿灯小白灯）」
「１、２、３、赤信号、青信号、道を渡るよ、気をつけて（一二三，紅綠燈，過馬路，要小心）」…香港
「１、２、３、私たちみんな木偶！」（一，二，三，我们都是木头人！）…中国大陸

#### 韓国
「むくげの花が咲きました」（무궁화 꽃이 피었습니다）…日本統治時代に成立したとする者も居る。
因みに、日本のものも日本で自然に発生したものなのか、海外から輸入したものなのか客観的証拠は無い（日本に来た海外居住者が日本で広めたものなのか、日本居住者が海外で見聞きしたものを日本に帰国後広めたものなのかも分かっていない）。

#### 米国
「１、２、３、魚！」（Un, dos, tres, pescao）…プエルトリコ
「一匹の魚、二匹の魚、赤い魚、青い魚」（One Fish, Two Fish, Red Fish, Blue Fish）
「狐さん、いま何時？」（What time is it, Mr. Fox?）
「青信号、赤信号」（ Red Light, Green Light）- 鬼が顔を背けて「青信号（Green Light）」と言っている間は進めるが、「赤信号（Red Light）」を言って振り返ると静止しなければならない。
「ウィニー・ザ・プー（クマのプーさん）」（1, 2, 3, Winnie the Pooh, stop!）

## 怪談との関連
壁の方を向いて「だるまさんが転んだ」と唱えている間は参加者の様子が全く分からないという性質から「見ていない間に背後で何かが起きているかもしれない」という不気味さが想起されるためか怪談と結び付けられることも多い。パターンは何種類かあるが、唱え終わって振り向くと参加者が消えていた、あるいは振り向くと見知らぬ不気味な参加者が紛れ込んでいるなど、「目隠ししている間に何かが起きた」といった形で語られるケースがほとんどである。
また、都市伝説においては「入浴中、目をつぶって洗髪している姿勢は『だるまさんがころんだ』に見えるため、この時に心の中ででも『だるまさんが転んだ』と唱えてしまうと遊びに参加しようとした何者かを引き寄せてしまい、顔を上げると鏡に何らかの怪異が映り込む」とする話もある。